# Payagpur
Payagpur fou un estat tributari protegit, una taluka d'Oudh, al districte de Bahraich governada per una dinastia Janwar iniciada per Prag Singh. Un descendent, Himmat Singh, fou reconegut raja hereditari el 1864; el seu successor fou Narpat Singh, mort el 1882, pujant al poder el seu fill Bhup Indra Bikram Singh. Els següents sobirans foren Bindeshwari Prasad Singh i Birendra Bikram Singh, el darrer sobirà, que després de l'abolició dels drets, va entregar les terres a l'estat el 1954.